# Caymanabyssiidae
Caymanabyssiidae là một họ ốc biển, là động vật thân mềm chân bụng sống ở biển in the nhánh Vetigastropoda (theo hệ thống phân loại các loài Gastropoda của Bouchet & Rocroi, 2005).
Họ này không chia thành các phân họ.

## Các chi
- Amphiplica Haszprunar, 1988
- Caymanabyssia L.I. Moskalev, 1976
- Colotrachelus Marshall, 1986
- Yaquinabyssia Haszprunar, 1988